# Сіасет-наме
«Сіясат-наме» (سیاست نامه , Трактат про управління державою, Книга про політику) — твір політичного діяча та письменника епохи правління династії Сельджуків Незам уль-Мулька. Написана у формі повчання, багато ілюстрована різними прикладами-розповідями, "Книга про правління" - гострий політичний документ, спрямований значною мірою проти розвитку ленной системи і децентралізації державної влади. "Книга про правління" закликає до створення централізованого державного апарату, гвардії, широкої осведомітельной служби. 

## Історія
На жаль, дійшла до нас література сельджукского періоду нечисленна і небагата змістом. Виняток становить "Сіасет-наме", або "Книга про правління", - одне з чудових творів східного середньовіччя. Згідно із загальноприйнятою до останнього часу думку, "Книга про правління" приписується Нізам ал-мульку, знаменитому Вазіра і Атабеков згадуваних вище султанів Алп-Арслана і Малік-шаха. Непримиренний і лютий ворог ісмаїлітів-асасіни. Нізам ал-мульк був убитий останніми в 1092 м "Книга", написана перед загибеллю Вазіра, є як би заповітом. Цей загальноприйнятий погляд на авторство пам'ятника, як нам представляється, потребує докорінного перегляду. Мабуть, значна частина пам'ятника була складена значно пізніше загибелі Нізам ал-мулька на початку XII в. Подібний висновок, аргументовану нами детально у "Вступ до вивчення", ні в найменшій мірі не змінює встановленої ще в минулому столітті виняткової ваги пам'ятника.
Представляючи в своїх оповіданнях-ілюстраціях таджицько-перську літературну традицію, "Книга" з цієї точки зору є одним із зразків ранньосередньовічної таджицько-іранської літератури, абсолютно недослідженим і потребують самому пильній увазі наших літературознавців.
Раннім зазначенням в літературі на існування твори Нізам ал-мулька є зауваження Ібн-Ісфендіара, автора табарістанской хроніки, написаної в 613 (= 1216/17) р .; торкаючись історії Маздака, Ібн Ісфендіар вказує: про появу лжепророка Маздака сина Намдарана викладено в повному вигляді в книзі "Царські чесноти". Нізам ал-мулька. Друге вказівку в ХШ в. на працю Нізам ал-мулька знаходиться в географічному творі Абу- Яхья Закаріа б. Мухаммед аль-Казвін, що носить назву "Асар ад-Білад" і написаному в 674 (= 1276) р Відзначаючи працю Нізам ал-мулька "Сійар ал Мулук", географ призводить в арабському перекладі витяг з міркування про необхідність утримувати велике військо і про шкоду зменшення чисельності воїнів, які перебувають на повному державному утриманні. Третє вказівку на популярність праці Нізам ал-мулька в XIII в. знаходиться в хроніці Ібн Бібі, що викладає історію Румского сельджуків і складеної між 681 (= 1282/83) і 684 (= 1285/86) рр. Розповідаючи про Румского султана Ала ад-Діні (вр. правл. 616-634 (= 1219-1236) р), автор серед похвальних його якостей вказує, що "султан постійно мав на розгляді книги" хімія щастя "Газалі і" Царські добрий одетелі "Нізам ал-мулька". Покладена в основу видання Ш. Шефера рукопис "Сіасет-наме" також відноситься до XIII в. - 690 (= 1291) р

## Зміст
Уривки, які стосуються історії написання, видання та складу твори: 1, 2, 3, 4, 174, 175 - всього 6 уривків.
Уривки, які стосуються загальної теоретичної частини: 5, 6, 11, 12, 17, 22, 24, 27, 28, 31, 34, 42, 44, 48, 50, 51, 55, 57, 59, 60, 63, 64, 65, 66, 67, 68, 69, 70, 71, 72, 74, 75, 76, 77, 79, 80, 81, 82, 84, 85, 86, 87, 88, 89, 94, 95, 98, 100, 101, 106, 107, 109, 110, 112, 117, 118, 119, 126, 128, 130, 132, 134, 135, 137, 147, 149, 164, 165, 167, 171, 172, 173 - всього 73 уривка.
Уривки, які стосуються доказу, або ілюстрації загальних теоретичних положень: 7, 8, 9, 10, 13, 14, 15, 16, 18, 19, 20, 21, 23, 25, 26, 29, 30, 32, 33, 35, 36, 37, 38, 39, 40, 41, 43, 45, 46, 47, 49, 52, 53, 56, 58, 61, 62, 73, 78, 83, 90, 91, 92, 93, 96, 97, 99, 102, 103, 104, 105, 108, 111, 113, 114, 115, 116, 120, 121, 122, 123, 124, 125, 127, 129, 131, 133, 136, 138, 139, 140, 141, 142, 143, 144, 145, 146, 148, 150, 151, 152, 153, 154, 155, 156, 157, 158, 159, 160, 161, 162, 163, 166, 168, 169, 170 - всього 96 уривків.
У свою чергу останній розряд може бути розбитий тематично на наступні категорії:
Розповіді, що відносяться до слів або подій, пов'язаних з ім'ям Мойсея, Йосипа, пророка Мухаммеда, Локман і великих [267] богословів: 7, 8, 9, 38, 39, 40, 45, 46, 47, 90, 93, 100, 115, 141, 142
Уривки, які стосуються слів і дій халіфів "праведного шляху", особливо Алі, а також його потомства: 10, 91, 102, 114, 168.
Уривки, які стосуються слів і дій Олександра Македонського і різних царів: 14, 21, 23, 99, 138.
Уривки, які стосуються слів і дій доисламских царів Іраку, зокрема Сасанідів: 13, 18, 20, 25, 26, 29, 58, 103. 104, 136, 139, 140, 145, 148, 168.
Уривки, які стосуються слів і дій халіфів-Омейядов: 49, 92, 131, 133, 170.
Уривки, які стосуються слів і дій халіфів-аббасидов: 30, 41, 105, 111, 113, 144.
Уривки, які стосуються слів і дій Абдаллаха б. Тахір: 35.
Уривки, які стосуються історії династії Саффарідов: 15, 155.
Уривки, які стосуються історії династії Саманідів: 16, 36, 121, 155.
Уривки, які стосуються історії династії Бовейхідов: 61, 124, 129.
Уривки, які стосуються історії династії Газневидів, зокрема султана Махмуда: 32, 33, 37, 52, 62, 78, 83, 116, 120, 166, 169.
Уривки, які стосуються історії Сельджуков; 53, 73, 96, 97, 108, 123, 127.
Уривки з історії єретиків: 150, 151, 152, 153, 154, 155, 156, 157, 158, 159, 160, 161, 162, 163, 164.
Уривки, що носять автобіографічний характер: 73, 97, 174. Уривки-розповіді різного характеру: 116, 122, 125, 143.

## Авторство
Сумнівно також авторство Нізам ал-мулька щодо більшості оповідань, що приводяться в "Сіасет-наме" у вигляді ілюстрацій тих чи інших дидактичних положень. Характерною рисою цього ілюстративного матеріалу є фабула; при превалирующем значенні фабули історичне правдоподібність того чи іншого оповідання мало підсобне, другорядне значення. Такі розповіді-ілюстрації повинні були володіти переважно літературними, а не історико-хронікальними достоїнствами. як і для будь-якого літературного твору, джерелом для таких [303] цікавих розповідей могло бути в однаковій мірі як усне, так і письмове переказ. Наведені в розділах 61 і 115 приклади усно передачі розповіді наочно показують живучість і в цей час усної традиції. Ставлення такого усного літературно-історичної творчості до письмового вельми складно, і не завжди, звичайно, можливо простежити більш-менш детально звернення усного оповідання в письмову форму, і перетворення зафік сірованного писемністю розповіді в усну легенду. Г. Ріхтер в своїй роботі про старовинних арабських дзеркалах зазначив на основі обстеження дидактичної літератури, що має в основі сасанидские-пехлевійскіх традицію, динаміку розташування тих чи інших оповідань навколо улюблених історичних і псевдоісторичних особистостей (Олександр Македонський, Аристотель, Ардашир, Хосров, Ануширван, Хосров Парвіз, Бузурджміхр, Тахір ібн ал-Хусейн і т. д.). Спостережувані Г. Ріхтером явища для ранньої арабської літератури можуть бути віднесені до літератури Х-XIII ст. перською мовою. Вироблене Мухаммедом Низам ад-Діном обстеження грандіозного зводу оповідань Ауфі в ставленні до ряду передували цьому склепіння творів, в тому числі і в ставленні до "Сіасет-наме", свідчить про наявність досить значних варіантів, що стосуються як сюжетів оповідань, так і імен дійових осіб і місця дії. У небагатьох оповіданнях "Сіасет-наме", де нам вдалося встановити наявність попередніх цим розповідям оригіналів або паралелей, ми спостерігаємо те ж саме явище. Особливо показові в цьому відношенні розділи 101 і 115, які дають можливість порівняти версії оповідань таких близьких один до одного за часом творів, як мемуари Бейхакі і "Сіасет-наме". Розвиток одного і того ж сюжету супроводжувалося численними змінами в деталях, а часто і в самій конструкції. в деяких з оповідань "Сіасет-наме" ці зміни відбувалися за рахунок додавання уривків з історичних хронік (пор. розд. 15, 32, 83), головним чином саманидских і газновідскіх, в інших оповіданнях за рахунок повторення одного і того ж сюжету по відношенню до різних дійових осіб (пор. 150 - Маздак і 153 - Мухаммед Нахшабі); 61 (про хитрощі Азуд ад-дауле) і 62 (про хитрощі султана Махмуда), або ж за рахунок моралей-кінцівок, що мусять визначити [304] мета і призначення розповіді. Само собою зрозуміло, що подібний метод приведення ілюстративних оповідань не складає якоїсь специфічної особливості розглянутого твори. Будучи традиційним для перської дидактичної літератури, подібний метод ілюстрації тих чи інших повчань розповідями був застосовуємо і в післямонгольського час; характерним зразком такого творчості в цей час можуть бути названі твори Сааді. Специфічною особливістю "Сіасет-наме" є та обставина, що всі розповіді, наведені в творі, за своїм фактичним змістом датуються часом більш раннім, ніж дата смерті Нізам ал-мулька, а за мовою з однаковим правом можуть бути віднесені і до XI, і до XII в. І все ж, повторюємо, приналежність цієї частини "Сіасет-наме" цілком Нізам ал-мульку не може не вселяти сумнівів, правда, в значно меншій мірі, ніж розділів, котрі тлумачать про історію єретиків.

## Переклади
Пам'ятник до теперішнього часу був відомий переважній більшості читачів, які не володіють східними мовами, лише у французькому перекладі першого видавця перського тексту твору Ш. Шефера (Ch. Shefer, 1893 г.). Справжній переклад є повним перекладом твору на російській мову. Як і попередній французький переклад, наш російський переклад зроблений з виданого Ш. Шефер тексту (1891 р), що є найстарішим з відомих до теперішнього часу варіантів (690-1291 м). Знаходяться на полях перекладу цифри означають сторінки згаданого видання.
При перекладі, так само як при супроводжуючих переклад роз'яснювальних матеріалах, були враховані:
а) тегеранське видання "Сіасет-наме" 1313 (= 1934) р, виконане Абд ар-Рахімом Хальхалі;
б) рукопис Інституту сходознавства АН СРСР (Ленінград), листування 1276 (= 1860) р, опис якої можна знайти. В. Dorn. Melanges Asiatiques, VI, pp. 111-115.
в) рукопис Державної Публічної бібліотеки ім. Салтикова-Щедріна (Ленінград), листування 1267 (= 1850) р, опис якої можна знайти. В. Dorn. Melanges Asiatiques, V, р. 236.